# Монтеу-да-По
Монтеу-да-По (итал. Monteu da Po) — коммуна в Италии, располагается в регионе Пьемонт, в провинции Турин.
Население составляет 882 человека (2008 г.), плотность населения составляет 126 чел./км². Занимает площадь 7 км². Почтовый индекс — 10020. Телефонный код — 011.
Покровителями коммуны почитаются Пресвятая Богородица (Дева Мария Розария), празднование 7 октября, и святой Иоанн Предтеча, празднование 24 июня.

## Демография
Динамика населения:

## Администрация коммуны
- Официальный сайт: